# Hiboka geayi
Hiboka geayi är en spindelart som beskrevs av Fage 1922. Hiboka geayi ingår i släktet Hiboka och familjen Idiopidae.
Artens utbredningsområde är Madagaskar. Inga underarter finns listade i Catalogue of Life.